# Чемпіонат світу з боксу 2013
17-й Чемпіонат світу з боксу проводився в Алмати, Казахстан з 14 по 26 жовтня 2013.
Чемпіонат світу з боксу 2013 став знаковою подією в історії аматорського боксу, оскільки за новими правилами AIBA боксери змагалися без захисних шоломів.
Україну представляли: Вадим Кудряков, Олександр Шепелюк, Микола Буценко, Дмитро Черняк, В'ячеслав Кісліцин, Денис Лазарєв, Дмитро Митрофанов, Олександр Ганзуля, Єгор Плевако.

## Результати

### Медальний залік
| Місце   | Країна      | Золото | Срібло | Бронза | Загалом |
| ------- | ----------- | ------ | ------ | ------ | ------- |
| 1       | Казахстан   | 4      | 2      | 2      | 8       |
| 2       | Куба        | 2      | 2      | 1      | 5       |
| 3       | Азербайджан | 2      | 0      | 1      | 3       |
| 4       | Росія       | 1      | 2      | 1      | 4       |
| 5       | Італія      | 1      | 0      | 2      | 3       |
| 6       | Бразилія    | 0      | 1      | 1      | 2       |
| 6       | Ірландія    | 0      | 1      | 1      | 2       |
| 6       | Узбекистан  | 0      | 1      | 1      | 2       |
| 9       | Алжир       | 0      | 1      | 0      | 1       |
| 10      | Німеччина   | 0      | 0      | 2      | 2       |
| 11      | Аргентина   | 0      | 0      | 1      | 1       |
| 11      | Коста-Рика  | 0      | 0      | 1      | 1       |
| 11      | Англія      | 0      | 0      | 1      | 1       |
| 11      | Монголія    | 0      | 0      | 1      | 1       |
| 11      | Таїланд     | 0      | 0      | 1      | 1       |
| 11      | Україна     | 0      | 0      | 1      | 1       |
| 11      | Венесуела   | 0      | 0      | 1      | 1       |
| 11      | Уельс       | 0      | 0      | 1      | 1       |
| Загалом | Загалом     | 10     | 10     | 20     | 40      |

### Медалісти
| Вагова категорія | Золото                            | Срібло                         | Бронза                            |
| ---------------- | --------------------------------- | ------------------------------ | --------------------------------- |
| до 49 кг         | Біржан Жакипов Казахстан          | Мохамед Фліссі Алжир           | Йосвані Вейтія Куба               |
| до 49 кг         | Біржан Жакипов Казахстан          | Мохамед Фліссі Алжир           | Давид Хіменес Коста-Рика          |
| до 52 кг         | Алоян Михайло Росія               | Жасурбек Латіпов Узбекистан    | Ендрю Селбі Уельс                 |
| до 52 кг         | Алоян Михайло Росія               | Жасурбек Латіпов Узбекистан    | Чатчай Бутді Таїланд              |
| до 56 кг         | Джавід Челебієв Азербайджан       | Володимир Нікітін Росія        | Микола Буценко Україна            |
| до 56 кг         | Джавід Челебієв Азербайджан       | Володимир Нікітін Росія        | Кайрат Єралієв Казахстан          |
| до 60 кг         | Лазаро Альварес Куба              | Робсон Консейсао Бразилія      | Доменіко Валентіно Італія         |
| до 60 кг         | Лазаро Альварес Куба              | Робсон Консейсао Бразилія      | Берік Абдрахманов Казахстан       |
| до 64 кг         | Мерей Акшалов Казахстан           | Яснієр Толедо Куба             | Евертон Лопес Бразилія            |
| до 64 кг         | Мерей Акшалов Казахстан           | Яснієр Толедо Куба             | Уранчимегійн Менх-Ердене Монголія |
| до 69 кг         | Даніяр Єлеусінов Казахстан        | Аріснойдіс Деспан Куба         | Араїк Марутян Німеччина           |
| до 69 кг         | Даніяр Єлеусінов Казахстан        | Аріснойдіс Деспан Куба         | Габріель Маестре Венесуела        |
| до 75 кг         | Жанібек Алімханули Казахстан      | Джейсон Квіглі Ірландія        | Ентоні Фавлер Англія              |
| до 75 кг         | Жанібек Алімханули Казахстан      | Джейсон Квіглі Ірландія        | Артем Чеботарьов Росія            |
| до 81 кг         | Хуліо Сезар Ла Круз Куба          | Ніязимбетов Адільбек Казахстан | Ойбек Мамазулунов Узбекистан      |
| до 81 кг         | Хуліо Сезар Ла Круз Куба          | Ніязимбетов Адільбек Казахстан | Джо Ворд Ірландія                 |
| до 91 кг         | Клементе Руссо Італія             | Євген Тищенко Росія            | Теймур Маммадов Азербайджан       |
| до 91 кг         | Клементе Руссо Італія             | Євген Тищенко Росія            | Яміль Перальта Аргентина          |
| понад 91 кг      | Магомедрасул Маджидов Азербайджан | Дичко Іван Казахстан           | Роберто Каммарелле Італія         |
| понад 91 кг      | Магомедрасул Маджидов Азербайджан | Дичко Іван Казахстан           | Ерік Пфайфер Німеччина            |